# Centro Comercial de Cedofeita (Porto)

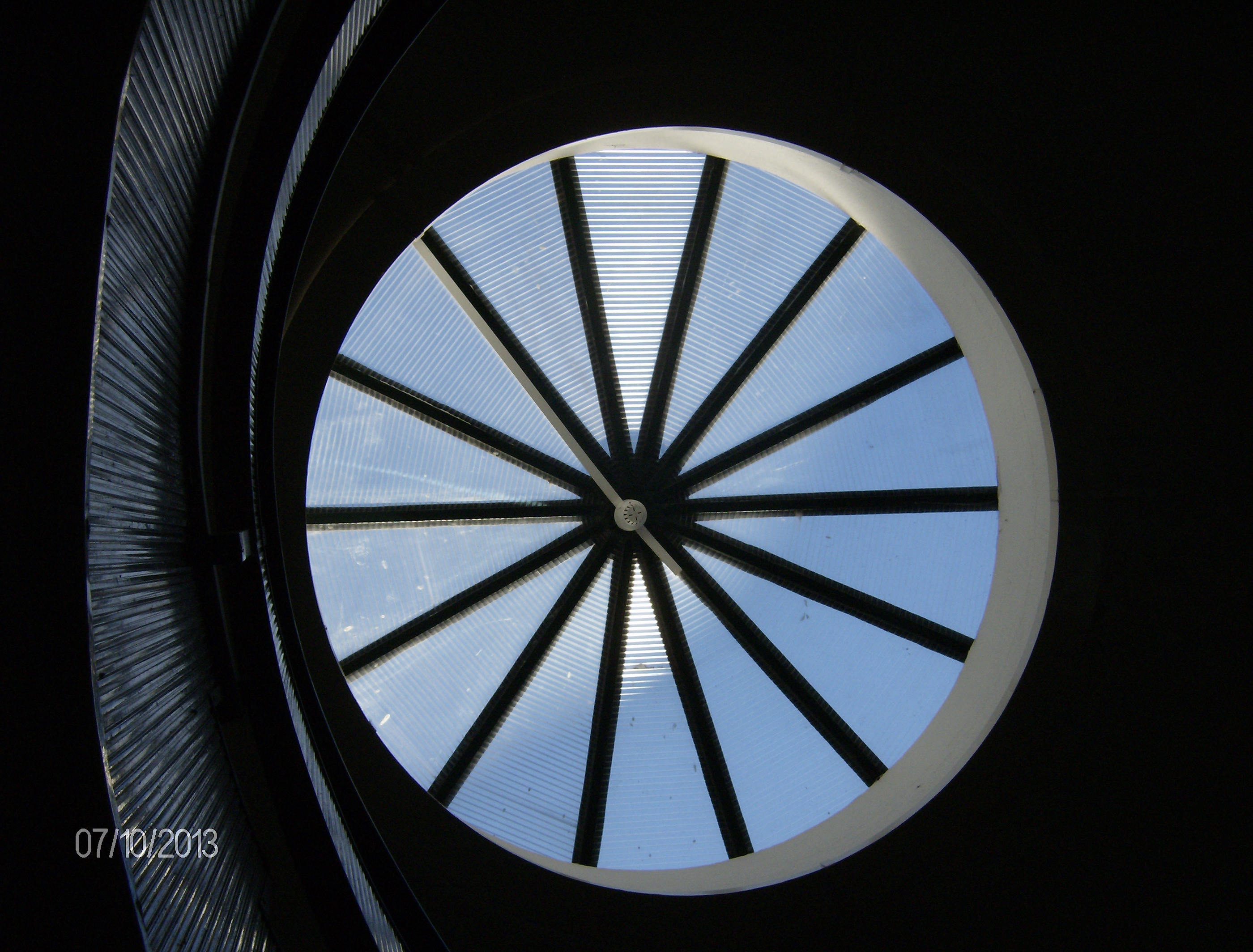
Detalhe de Clarabóia, no Centro Comercial de Cedofeita

O Centro Comercial de Cedofeita é uma superfície comercial situada na zona da Boavista, no Porto, em Portugal.

## Localização
O Centro Comercial de Cedofeita  localiza-se na Rua de Cedofeita, nº451, a poucos minutos da Estação de Metro da Lapa, na cidade do Porto (Portugal).

## História
A partir das décadas de 60 e 70 do século XX, em diversas cidades europeias, e em Portugal, sobretudo a partir de 1974, surgiram, num contexto de mudança do paradigma do comércio a retalho, novos locais de comércio, assentes num modelo urbanístico eminentemente imobiliário. Estes novos espaços, designados por “centros comerciais”, por agregarem várias lojas sobre o mesmo teto, acabariam por ser uma metáfora do período de crescimento desenfreado pós-25 de Abril.
No Porto, estes novos locais começaram a pulular pela cidade nos decénios de 70 e 80, não só modificando a sua paisagem urbana mas, também, os hábitos de consumo e os de socialização dos portuenses. Para além de agregarem um número elevado de lojas no mesmo local, eram espaços providos de estacionamento (subsolo) e que estavam abertos durante toda a semana, inclusive à noite. Alguns ainda dispunham de uma ou outra sala de cinema, que actuavam como um poderoso íman de atração para a população . Eram espaços que, pelo seu traço arquitetónico, decoração e até mesmo pelos seus denominativos, invocavam as grandes metrópoles, que se traduzia numa ânsia pelo progresso que tanto tempo esteve restrito ao país. Entre os centros comerciais mais notórios da cidade portuense e da sua área metropolitana, contam-se o Brasília, o primeiro centro comercial do Porto e do norte do país (1976), o Sirius (1981), o Stop (1982), o Dallas (1984), e o Newark e o Londres, em Matosinhos, além, evidentemente, do Centro Comercial de Cedofeita, entre tantos outros.  
Com a partida de António J. A. Rodrigues para Lisboa, onde viria a falecer anos mais tarde (1978), o lote de terreno e o respetivo edificado conheceriam um novo destino. Cerca de cem anos depois da edificação do imóvel que fora mandado ser erguido por Rodrigo José T. de Carvalho, o lote de terreno sito na rua de Cedofeita, adquirido em meados da década de 70 por Martinho Ramos de Assunção, sócio e gerente da empresa Cércea – Sociedade de Investimentos Imobiliários, viria a ser completamente transfigurado. O novo proprietário, “desejando construir um prédio, pela demolição de outro existente e construção no terreno sobrante”, requereu licença e apresentou o respetivo projeto à Câmara Municipal do Porto, sendo aceite pela municipalidade, levando à demolição do imóvel oitocentista e ao arrasamento do jardim de cariz romântico. O responsável escolhido para projetar a nova construção foi Rogério Miguel Prata de Vasconcelos Castelo, arquiteto pela Escola Superior de Belas-Artes do Porto, coadjuvado pelo engenheiro civil Aníbal Fernando de Lemos Guedes. Uma vez que rua previa “uma cércea de rés-do-chão mais 3 andares e ainda 1 andar recuado, assim se projetou”. 
A primeira proposta delineada consistiu na construção de um edifício exclusivamente para escritórios da supracitada empresa imobiliária, sendo adotado “um critério estético de acordo com o estilo de ocupação” , havendo, assim, uma “predominância de panos envidraçados, formando uma malha com os elementos aparentes da estrutura”. A cave e o rés-do-chão, onde se encontra atualmente o Centro Comercial de Cedofeita, seriam destinados para parqueamento dos veículos dos respetivos funcionários. Contudo, por não cumprir os trâmites impostos pela Delegação de Saúde, o projeto sofreu “uma total reformação do programa previsto”. A cave e o rés-do-chão manteriam a mesma função, mas os andares superiores seriam, desta vez, destinados a habitações sociais do tipo t1 e t2. Os três primeiros andares receberiam programas iguais e o mesmo número de habitações, cinco por piso, enquanto o andar recuado apenas quatro, contando no total onze t1 e 8 t2. Contudo, mais uma vez, não foram cumpridas as diretrizes impostas pela Delegação de Saúde. 
A vontade de se construir um edifício orientado unicamente para escritórios voltou a surgir na mente dos proprietários. Mas, “(…) após estudos efectuados, considera-se mais viável e correcto e oportuno, um outro tipo de ocupação. O lançamento de um Centro Comercial que correspondesse de momento e desse respostas muito concretas a um sem número de procura e de solicitações. A firma Constructora Cércea pretende corresponder assim a essa procura, a essas solicitações (…)”. A ânsia e vontade pela conclusão deste novo projeto, que estaria programado desde os tempos do 'Gonçalvismo', seria tanta que a obra demorou somente 18 meses a ser concluída. Para isso, nas palavras de Martinho Ramos de Assunção, valeu a força e o empenho de um outro sócio da construtora imobiliária, José Pereira.
No dia 14 de Dezembro de 1978, pelas 15 horas do mencionado dia, com entrada pelo n.º 451 da rua de Cedofeita, numa “luminosa e colorida festa para os olhos”, foi inaugurado o Centro Comercial de Cedofeita. Para além da imprensa, que fora convidada pelos administradores da empresa Cércea, a promotora da iniciativa, um mar de gente curiosa e interessada concentrou-se para conhecer o novo espaço comercial da cidade. 
Logo que foi possível entrar, o público inundou o local e as pouco mais de cem lojas que se encontravam abertas começaram a servir os primeiros clientes. Descrito pela imprensa como “audaz e grandioso”, o centro comercial também se destacou pela sua modernidade, pelo “ bom gosto no arranjo das lojas” e pela sua “arte arquitetónica”, como demonstrava a fascinante “cascata de água belamente concebida” que se encontrava no centro da escadaria em caracol, interligando os vários pisos comerciais, e que arrebatava o olhar entusiasmado e frenético dos transeuntes que os percorriam. 
Igualmente pela sua composição estrutural, o imóvel foi uma novidade para a cidade do Porto, pois compunha-se de 112 espaços comerciais, 49 escritórios e um parque de estacionamento automóvel na cave. A sua inauguração estaria prevista para o mês seguinte, mas, dada a pressão exercida por alguns comerciantes, para abrir portas antes do Natal de modo a aproveitarem a quadra natalícia, o evento foi antecipado. 
De acordo com o investidor, este empreendimento teve em vista três grandes objetivos: primeiro, de “dotar a cidade do Porto de um complexo daquela natureza, que estivesse de acordo, em grandeza e funcionalidade, com as tradições honrosas de trabalho e dinamismo das gentes do Norte”; em segundo lugar, “dar uma oportunidade a centenas de indivíduos poderem também singrar no ramo comercial, dadas as dificuldades hoje existentes na abertura de novos estabelecimentos no Porto”; e, por fim, “contribuir um pouco para a atenuação do custo de vida e para a facilidade na aquisição dos bens essenciais”. 
As entrevistas dadas pelos seus administradores na inauguração do C. C. de Cedofeita acabam por ser fulcrais na perceção da influência que a empresa Cércea teve no período pós-25 de Abril, tendo um papel fundamental na oferta deste tipo de espaços comerciais na cidade do Porto e na sua área envolvente. 
Fundada em 1975, apenas três anos antes deste evento, a sociedade de investimento imobiliário Cércea foi constituída por três associados: Dr. Laranjeira, José Pereira e Martinho Ramos de Assunção, o sócio principal. Com sede num belo e grandioso palacete da Avenida da Boavista – onde se encontra atualmente a Fundação AEP – esta empresa, aquando a inauguração do Centro Comercial de Cedofeita, tinha investido cerca de meio milhão de contos pelo total de 300 000 m2 de terreno. 
Curiosamente, uma boa parte das urbanizações construídas na década de 70 e 80 do século XX intituladas com as capitais das principais cidades europeias e que se localizavam no Porto e na sua área metropolitana, foram idealizadas e edificadas pela referida sociedade imobiliária, inseridas num chamado Empreendimento Europa, que implicou o investimento de cerca de 700 000 mil contos e que abrangia 125 moradias e os edifícios Paris, Londres, Berlim, Roma e Lisboa. Aliás, o complexo imobiliário Londres, com cerca de 35 000 m2 de área coberta e que disponibilizava cerca de 750 habitações e 200 lojas, tornou-se, na altura, “um dos maiores do seu género no país”. 
Nos planos para o futuro, a sociedade imobiliária pretendia lançar mais um empreendimento habitacional, desta vez na zona das Antas, de 300 habitações, e um outro na avenida da Boavista, com centro comercial, descrito como “algo grandioso”, constituído por 3 torres de 3 pisos, ligadas entre si. Para além disso, encontrava-se em estudo um projeto onde a empresa Cércea, caso os municípios cooperassem, estaria disposta a construir cerca de mil moradias por ano, na área do Grande Porto, sendo casas do tipo social, de rendas económicas ou de baixo custo de aquisição.

## Queda e ressurgimento
Contudo, apesar de bem recebidos e profusamente frequentados pela população, a partir de meados da década de 90, a atividade destes espaços comerciais conheceriam um período negro, difícil de ultrapassar. Devido a uma miríade de contextos, muitos deles estudados e que se interligam e/ou são sucessivos entre si, como o processo de suburbanização, a desertificação da cidade, o encerramento das salas de cinema do Porto, a falta de condições de segurança e envelhecimento das estruturas, a banalização do automóvel, e, sobretudo, o aparecimento dos grandes centros comerciais, os chamados shoppings, na periferia, levaram ao esvaziamento e à perda de vida dos centros comerciais portuenses, como foi o caso do Centro Comercial de Cedofeita, situação ocorrida não tão diferente de muitos outros.
Felizmente, os últimos anos têm sido sorridentes para este tipo de estruturas urbanas. A revitalização do centro histórico e da baixa portuense, fortemente alicerçada na atividade turística, assim como a profusão de novas atividades económicas e formas de comércio, entre outras razões, aliadas ao proficiente trabalho desenvolvido pelas administrações destes centros comerciais têm concretizado um emergente renascimento destes espaços.

## Características
O centro comercial tem 112 espaços comerciais, 49 escritórios e um parque de estacionamento automóvel na cave